# Irvington (New York)
Pour les articles homonymes, voir Irvington.
Irvington, parfois appelé Irvington-on-Hudson, est une localité de l'État de New York dans le comté de  Westchester.
La population était de 6 420 habitants en 2010.